# Contamana (cacao)
Le contamana (Theobroma cacao L. forma groupe contamana) est une des dix variétés de cacaoyers (Theobroma cacao) considérées par l'étude morpho-géographique et génétique de Motomayor de 2008 comme constituant la « base » phylogénétique des essences de cacao.

## Description
Le terme « contamana » provient de la ville péruvienne de Contamana (en). Cette appellation provient de l'étude morpho-géographique et génétique de Motomayor de 2008, dans laquelle l'équipe de chercheurs estime déterminer que l'origine géographique de cette variété se trouve quelque part dans la région de Contamana. Il est intégré en cela parmi les variétés provenant du haut cours de l'Amazone, avec les variétés iquitos, nacional et le curaray.
Le contamana est un type de Theobroma cacao. Il est une des dix variétés « fondamentales » de cacaoyers selon l'étude de Motomayor et al. en 2008, étude tendant à devenir le nouveau standard dans la classification des cacaoyers après le traditionnel triptyque criollo, forastero, trinitario. Il s'agit d'une subdivision introduite dans l'ensemble que constituait le forastero ; il était précédemment appelé Scavina 6 (SCA-6), du nom du fermier chez lequel un plant avait été collecté en 1937 lors d'un voyage de Pound, à la recherche de cacaoyers résistants aux attaques de Crinipellis perniciosa (en), champignon causant au des formes de la maladie du balai de sorcière.
Les fèves de cacao contamana, une fois arrivées à maturation et raffinées, possèdent des arômes de fruits secs et des arômes floraux, le faisant en cela à un nacional.

## Production
Jusqu'en 2008, sa production de SCA-6 est intégrée dans les quantités comptabilisées comme forastero.
Les plants de contamana sont fréquemment employés pour les hybridations, du fait de ses qualités à la fois en termes de résistance aux maladies et de qualités gustatives, et dans l'objectif d'améliorer son rendement, pauvre lorsque l'individu est pur génétiquement.